# Fiat 500 (1957)

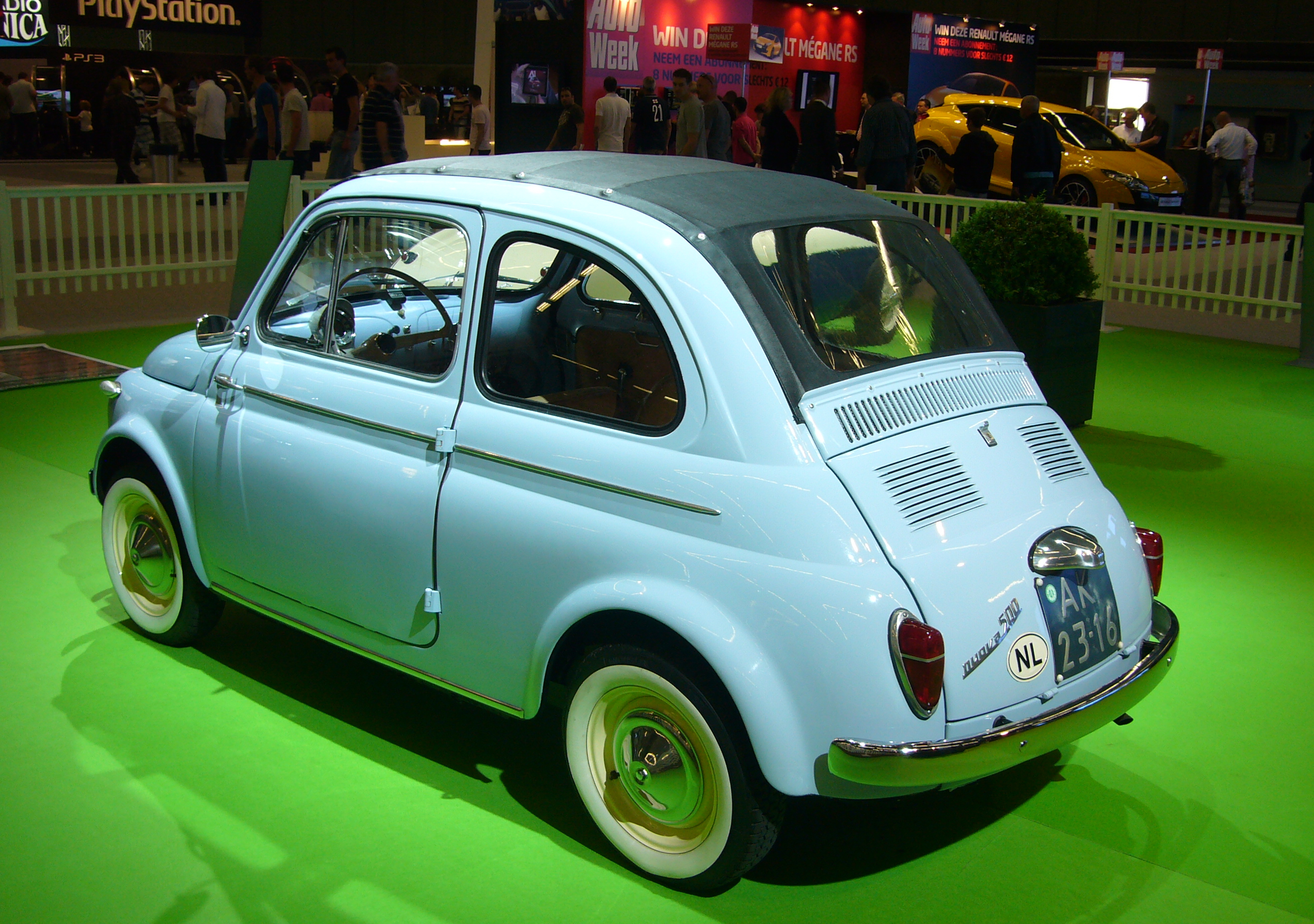
De achterzijde van een Fiat 500 Nuova uit 1959. Let op de suicide deuren die naar voren openen.

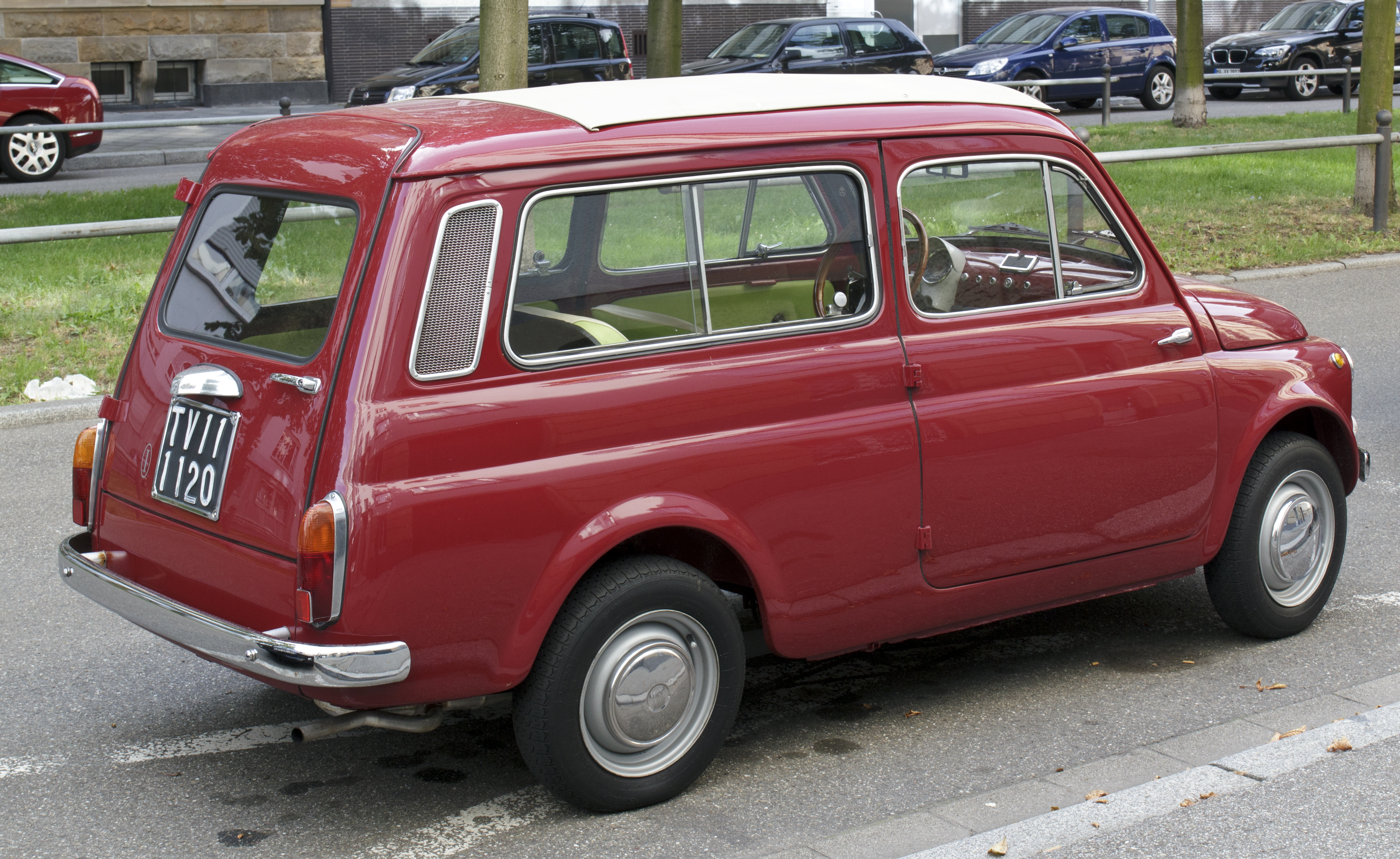
Fiat 500 Giardiniera.

De Fiat 500 werd, als opvolger van de Fiat Topolino, in 1957 geïntroduceerd door FIAT en is een van de kleinste auto's die in massa zijn geproduceerd.
Het model was kleiner dan de twee jaar eerder geïntroduceerde Fiat 600 en was zo ontworpen dat er zo weinig mogelijk staal gebruikt werd. Het dak was voor een deel van stof, waardoor het open kon maar dit was bedacht om nog wat extra staal te besparen en tegelijkertijd de auto lichter te maken. De Fiat 500 was bedoeld als Italiaanse auto voor het volk. Niet alleen goedkoop maar ook makkelijk te onderhouden. De onderdelen waren simpel en makkelijk verkrijgbaar waardoor de consument het onderhoud ook zelf kon doen. De tweecilindermotor werd achterin geplaatst. Verder bleek de auto makkelijk in het navigeren door smalle straten en kon hij op kleine plekken geparkeerd worden waardoor de auto vooral in de Italiaanse steden makkelijk in het gebruik was.
Op 4 juli 1957 werden de eerste exemplaren van de Fiat 500 Nuova in Turijn aan het publiek getoond. Een stoet autootjes, elke Fiat 500 met een fotomodel aan boord, reed de fabriek uit. Tegelijkertijd reed in Rome een vergelijkbare stoet naar het Sint-Pietersplein. Hoewel de verkoop moeizaam op gang kwam, omdat de 500 heel kaal werd afgeleverd om het marktaandeel van de Fiat 600 te houden, bereikte het model een grote populariteit; er zijn bijna vier miljoen exemplaren van gemaakt.
Tot 1965 werd de Fiat 500 met zogenaamde suicide doors, dat wil zeggen de portieren naar voren openend, geleverd. Het eerste model was de Nuova 500 (1957–1961). De motor leverde 13 pk en deze had een stoffen dak dat helemaal naar achteren geopend kon worden. De Nuova 500 Sport (1958–1960) had een krachtigere motor en een geheel metalen dak. Vanaf 1959 was ook deze optioneel met een stoffen dak leverbaar. De 500 D (1960–1965) had een motor van 17 pk en een kleiner stoffen dak, met de optie van een dak dat helemaal naar achteren kon openen. De 500 F, ook wel Berlina genoemd, (1965–1973) was het eerste model met gewone autoportieren. De 500 L of Lusso (1967—71) was de luxere versie. De laatste versie was de 500 R of Rinnovata (1971—1976).
In 1975 werd de opvolger, de Fiat 126, geïntroduceerd maar deze is nooit zo succesvol geworden als de Fiat 500. Exact 50 jaar na de lancering van de Fiat 500 Nuova kwam een retroversie van de Fiat 500 uit.
De Fiats 500 en 600 waren de opvolgers van de Fiat Topolino die van 1936 tot 1956 is geproduceerd.

## Varianten
- Het Oostenrijkse Puch bouwde tot 1975 de Puch 500, dit was hetzelfde model maar dan in licentie gebouwd.
- Van 1975 tot 1977 werd een sedanversie, de NSU-Fiat Weinsberg, gebouwd door een Duits consortium.
- De 500 Giardiniera was de stationversie die van 1960 tot 1968 werd geleverd. Nadat de productie door Fiat zelf was stopgezet, werd het model tot 1977 geproduceerd als Autobianchi Giardiniera.
- De 500 Furgoncino was de bestelversie.
- De Fiat 500 America, geproduceerd van 1958 tot 1962, was aangepast voor de Amerikaanse markt. Hiervan zijn er slechts 300 gemaakt.
- Ghia produceerde de Fiat 500 Jolly Ghia. Dit model was open aan de zij- en achterkant, met rieten stoelen en een stoffen dak op stokken.

## Bijnamen
In België kreeg de Fiat 500 de bijnaam bolleke en in Nederland werd hij rugzakje, bultje en puntenslijper genoemd. In Nieuw-Zeeland wordt hij ook wel Fiat Bambina (Italiaans voor baby) genoemd omdat hij begin jaren zestig ook een tijd onder deze naam lokaal geproduceerd en verkocht is.
Huidige modellen: 
124 Spider ·
500 ·
500e ·
500L ·
500X ·
600 ·
Aegea ·
Argo ·
Cronos · 
Doblò · 
Ducato ·
Fiorino ·
Fullback ·
Linea ·
Palio · 
Panda · 
Punto · 
Qubo ·
Scudo · 
Siena ·
Strada ·
Tipo · 
Ulysse
Historische modellen na de Tweede Wereldoorlog: 
124 · 
125 · 
126 · 
127 · 
128 · 
130 · 
131 · 
132 · 
133 · 
147 · 
148 · 
242 ·
500 ·
600 · 
600 Multipla · 
850 · 
1100 · 
1200 · 
1300/1500 · 
1400/1900 · 
1800/2100 · 
2300 · 
Albea ·
Argenta · 
Barchetta · 
Bianchina ·
Bravo · 
Brío · 
Campagnola · 
Cinquecento · 
Coupé · 
Croma · 
Dino · 
Duna · 
Elba ·
Fiorino ·
Freemont ·
Grande Punto ·
Idea ·
Marea · 
Marengo · 
Mod 5 · 
Multipla · 
Oggi · 
Panorama · 
Penny · 
Prêmio · 
Regata · 
Ritmo · 
Sedici ·
Seicento · 
Spazio · 
Stilo ·
Talento · 
Tempra · 
Tipo · 
Turbina · 
Uno · 
Vivace · 
X1/9
Historische modellen voor de Tweede Wereldoorlog: 
1 · 
1T · 
10 HP · 
12 HP · 
24 HP · 
2B Torpedo · 
4 HP · 
501 · 
502 · 
503 · 
505/507 · 
508 · 
509 · 
510/512 · 
514 · 
515 · 
518 · 
519 · 
520 · 
521 · 
522 · 
524 · 
525 · 
527 · 
60 HP · 
70 · 
801 · 
1100 · 
1500 · 
2800 · 
Brevetti · 
Laundolet · 
Modello O · 
Tipo 2 · 
Tipo Torpedo · 
Topolino · 
Zero
1. ↑  (fr) Voici comment fonctionne le moteur hybride de la Fiat 500 (4 april 2023). Gearchiveerd op 8 mei 2023. Geraadpleegd op 8 mei 2023.